# Perfektoider Ring
Ein perfektoider Ring ist ein spezieller topologischer Ring. Der Begriff wurde 2012 von Peter Scholze in seiner Theorie perfektoider Räume eingeführt.

## Definition
Sei {\displaystyle p} eine feste Primzahl. Ein perfektoider Ring {\displaystyle A} ist ein vollständiger und gleichmäßiger Tatescher Huber-Ring, der eine topologisch nilpotente Einheit {\displaystyle \varpi \in A} (auch pseudo-uniformisierendes Element genannt) besitzt, sodass die folgenden Eigenschaften erfüllt sind:
- {\displaystyle \varpi ^{p}} teilt {\displaystyle p} im Ring potenz-beschränkter Elemente {\displaystyle A^{\circ }\subset A}.
- Der Frobenius-Homomorphismus {\displaystyle A^{\circ }/\varpi \to A^{\circ }/\varpi ^{p},a\mapsto a^{p}} ist bijektiv.

Ein perfektoider Körper ist ein perfektoider Ring, der ein Körper ist.
Erläuterungen zu den Begriffen in der Definition:
- Ein vollständiger Huber-Ring ist ein vollständiger topologischer Ring {\displaystyle A}, der einen offenen Teilring {\displaystyle A_{0}} besitzt, der wiederum ein endlich erzeugtes Ideal {\displaystyle I\subset A_{0}} besitzt, sodass {\displaystyle \{I^{n}\}_{n\geq 0}} in der Teilraumtopologie von {\displaystyle A_{0}} eine Umgebungsbasis von {\displaystyle 0} ist. Gefordert ist lediglich die Existenz von {\displaystyle A_{0}} bzw. {\displaystyle I}. {\displaystyle A_{0}} ist also ein {\displaystyle I}-adischer Ring.
- Ein vollständiger Huber-Ring heißt Tatesch, falls er eine topologisch nilpotente Einheit besitzt. Das ist ein invertierbares Element {\displaystyle a\in A} mit {\displaystyle a^{n}\to 0} für {\displaystyle n\to \infty }.
- Ein topologischer Ring heißt gleichmäßig, falls der Teilring potenz-beschränkter Elemente {\displaystyle A^{\circ }} eine beschränkte Teilmenge von {\displaystyle A} ist. Das heißt, dass für jede Umgebung {\displaystyle U\subset A} der {\displaystyle 0} eine offene Umgebung {\displaystyle V\subset A} der {\displaystyle 0} existiert, sodass {\displaystyle ax\in U} für alle {\displaystyle a\in A^{\circ }} und alle {\displaystyle x\in V} gilt.[2]